# Polla acutaria
Polla acutaria là một loài bướm đêm trong họ Geometridae.